# Grammatica lettone
La grammatica lettone è lo studio delle regole che governano l'uso della lingua lettone. La lingua lettone è una lingua flessiva, con una morfologia nominale e verbale complessa. L'ordine delle parole è relativamente libero, quello non marcato è SVO. Il lettone ha aggettivi pre-nominali e sia preposizioni che posposizioni. Non ci sono articoli in lettone; la determinazione può però essere indicata dalla desinenza degli aggettivi.

## Sostantivi
Il lettone, come altre lingue europee, divide i sostantivi in generi grammaticali. I sostantivi lettoni possono essere maschili, vīriešu dzimte, o femminili, sieviešu dzimte. In generale, è facile riconoscere il genere dalla desinenza del sostantivo:
- quelli maschili terminano in -s, -š, -is e -us. Es. koks "albero", ceļš "sentiero, via", nazis "coltello", tirgus "mercato".
- quelli femminili terminano in -a od -e. Es. meita "figlia", roze "rosa".

Esiste comunque un piccolo gruppo di sostantivi maschili che terminano in -a, es. lauva "leone", e un altro piccolo gruppo di sostantivi femminili che terminano in -s, es. pils "castello". Anche i cognomi seguono normalmente il genere della persona:
- Ozoliņš (masc.) → Ozoliņa (fem.)
- Hartmanis (masc.) → Hartmane (fem.)

I nomi dei Paesi tendono a essere femminili, seguendo il genere di valsts "stato" (es. Latvija, Austrālija), così come i nomi di città e paesi, da pilsēta "città", che si trovino in Lettonia o altrove (es. Rīga, Londona). Anche i nomi dei fiumi sono femminili - la parola per "fiume" upe è a sua volta femminile (es. Daugava, Amazone). I nomi delle montagne sono invece maschili - kalns "collina, montagna" (es. Gaiziņš, Everests). Anche i nomi dei laghi sono maschili - ezers "lago" - ad esempio Burtnieks, Balatons.

### Numero
I sostantivi possono essere singolari, vienskaitlis, o plurali, daudzskaitlis, ad es. krēsls "sedia" - krēsli "sedie". Quando si parla dei membri di una famiglia che hanno tutti lo stesso cognome, si usa la forma plurale, ad esempio Šmiti "gli Smith".

### Casi
Il lettone ha sei casi grammaticali (nominativo, genitivo, dativo, accusativo, locativo e vocativo). L'apposizione di terminazioni ai sostantivi si chiama declinazione, deklinēšana.
- nominativo, nominatīvs: è la forma base del dizionario e il soggetto del verbo

kaķis ēd. "il gatto mangia"
- genitivo, ģenitīvs: indica il possesso, equivalente al "di" italiano o "'s" inglese:

kaķa aste. "la coda del gatto"
- dativo, datīvs: è il complemento di termine:

es devukaķim ēst. "ho dato il cibo al gatto"
- accusativo, akuzatīvs: è il complemento oggetto:

es saucukaķi. "ho chiamato il gatto"
- locativo, lokatīvs: indica il luogo:

kaķis ir dārzā. "il gatto è nel giardino"
- vocativo, vokatīvs: usato per chiamare persone, animali, cose ecc.:

Mikiņ! "Mikiņ!" (il nome del gatto)

### Declinazioni
Il lettone divide i sostantivi in sei declinazioni.

#### Prima declinazione
Il primo gruppo contiene tutti i sostantivi maschili che terminano in -s e -š, ad esempio dēls "figlio", ceļš "strada, via".
|            | dēls    | dēls      | ceļs    | ceļs   |
| singolare  | plurale | singolare | plurale |        |
| ---------- | ------- | --------- | ------- | ------ |
| nominativo | dēls    | dēli      | ceļš    | ceļi   |
| genitivo   | dēla    | dēlu      | ceļa    | ceļu   |
| dativo     | dēlam   | dēliem    | ceļam   | ceļiem |
| accusativo | dēlu    | dēlus     | ceļu    | ceļus  |
| locativo   | dēlā    | dēlos     | ceļā    | ceļos  |

* Il vocativo al singolare è esattamente uguale al nominativo per la maggior parte dei sostantivi monosillabici, es. dēls! "figlio!", tēvs! "padre!". I sostantivi più lunghi lasciano cadere la finale -s o -š. Es. Andrejs → Andrej!, Mārtiņš → Mārtiņ! Al plurale il vocativo è uguale al nominativo, ad esempio draugi! "amici!".

#### Seconda declinazione
Il secondo gruppo contiene i sostantivi maschili che terminano in -is, es. kaķis "gatto", e un piccolo gruppo di sostantivi maschili che terminano in -s, es. akmens "pietra".
|            | kaķis   | kaķis     | akmens  | akmens   |
| singolare  | plurale | singolare | plurale |          |
| ---------- | ------- | --------- | ------- | -------- |
| nominativo | kaķis   | kaķi      | akmens  | akmeņi   |
| genitivo   | kaķa    | kaķu      | akmens  | akmeņu   |
| dativo     | kaķim   | kaķiem    | akmenim | akmeņiem |
| accusativo | kaķi    | kaķus     | akmeni  | akmeņus  |
| locativo   | kaķī    | kaķos     | akmenī  | akmeņos  |

Oltre ad akmens, gli unici altri sostantivi terminanti in -s che appartengono a questo gruppo sono asmens "lama, spada", mēness "luna", rudens "autunno", sāls "sale", ūdens "acqua", zibens "fulmine".
La caratteristica di questo gruppo di declinazione è il cambio di consonante, o alternanza consonantica, līdzskaņu mija, nel genitivo singolare e in tutti i casi del plurale. Questa caratteristica è chiamata anche palatalizzazione, in quanto la consonante si trasforma in un suono palatalizzato, cioè la lingua tocca il palato nel pronunciare questi suoni. Possiamo notare il cambiamento della consonante nella declinazione plurale di alkmeņi, dove la n è cambiata in ņ. Le regole per questi cambiamenti consonantici sono le seguenti:
| Cambio di consonante | nominativo sing. | genitivo sing. | nominativo plur. | traduzione        |
| -------------------- | ---------------- | -------------- | ---------------- | ----------------- |
| b > bj               | gulbis           | gulbja         | gulbji           | cigno             |
| c > č                | lācis            | lāča           | lāči             | orso              |
| d > ž                | briedis          | brieža         | brieži           | cervo             |
| dz > dž              | dadzis           | dadža          | dadži            | cardo             |
| l > ļ                | celis            | ceļa           | ceļi             | ginocchio         |
| ln > ļņ              | alnis            | aļņa           | aļņi             | alce              |
| m > mj               | kurmis           | kurmja         | kurmji           | talpa             |
| n > ņ                | tornis           | torņa          | torņi            | torre             |
| p > pj               | skapis           | skapja         | skapji           | stipo             |
| s > š                | ķirsis           | ķirša          | ķirši            | ciliegia          |
| sl > šļ              | kāpslis          | kāpšļa         | kāpšļi           | staffa            |
| sn > šņ              | atkusnis         | atkušņa        | atkušņi          | scongelare        |
| t > š                | latvietis        | latvieča       | latvieči         | lettone (masch.)  |
| v > pj               | šķīvis           | šķīvja         | šķīvji           | piatto            |
| z > ž                | nazis            | naža           | naži             | coltello          |
| zl > žļ              | zizlis           | zižļa          | zižļi            | bacchetta         |
| zn > žņ              | uzgrieznis       | uzgriežņa      | uzgriežņi        | dado (di metallo) |

#### Terza declinazione
Il terzo gruppo comprende le parole maschili che terminano in -us, ad esempio tirgus "mercato".
|             | tirgus  | tirgus  |
| skaķngolare | plurale |         |
| ----------- | ------- | ------- |
| nominativo  | tirgus  | tirgi   |
| genitivo    | tirgus  | tirgu   |
| dativo      | tirgum  | tirgiem |
| accusativo  | tirgu   | tirgus  |
| locativo    | tirgū   | tirgos  |

* Nel vocativo singolare si lascia cadere la -s finale, ad esempio Mikus → Miku!. Al plurale il vocativo è uguale al nominativo, ma normalmente non si usa per gli oggetti inclusi in questo gruppo.

#### Quarta declinazione
Il quarto gruppo contiene i sostantivi che terminano in -a. Questi sono principalmente femminili, es. māsa "sorella", ma esiste anche un piccolo gruppo di sostantivi maschili che terminano in -a, es. puika "ragazzo". Questi hanno terminazioni leggermente diverse, come mostra la tabella seguente. Il dativo singolare è diverso a seconda che il sostantivo sia femminile o maschile.
|            | māsa    | māsa      | puika   | puika  |
| singolare  | plurale | singolare | plurale |        |
| ---------- | ------- | --------- | ------- | ------ |
| nominativo | māsa    | māsas     | puika   | puikas |
| genitivo   | māsas   | māsu      | puikas  | puiku  |
| dativo     | māsai   | māsām     | puikam  | puikām |
| accusativo | māsu    | māsas     | puiku   | puikas |
| locativo   | māsā    | māsās     | puikā   | puikās |

* Il vocativo singolare è generalmente uguale al nominativo per la maggior parte dei sostantivi di due sillabe, es. Rūta!. I sostantivi più lunghi lasciano cadere la -a finale, es. Rūtiņ!. Al plurale il vocativo è uguale al nominativo, es. māsas! "sorelle".

#### Quinta declinazione
La quinta declinazione contiene per lo più sostantivi femminili che terminano in -e, es. māte "madre", ma c'è anche un piccolo gruppo di nomi propri maschili, cioè cognomi, che appartengono a questa categoria, es. Egle, oltre a un sostantivo che può essere sia femminile che maschile:  bende "boia". Il dativo singolare maschile ha la desinenza -em; nel caso di un boia donna, il dativo singolare sarebbe bendei. Inoltre, la quinta declinazione ha l'alternanza come la seconda declinazione, ma solo nel genitivo plurale. 
|            | māte    | māte      | bende   | bende  |
| singolare  | plurale | singolare | plurale |        |
| ---------- | ------- | --------- | ------- | ------ |
| nominativo | māte    | mātes     | bende   | bendes |
| genitivo   | mātes   | māšu      | bendes  | benžu  |
| dativo     | mātei   | mātēm     | bendem  | bendēm |
| accusativo | māti    | mātes     | bendi   | bendes |
| locativo   | mātē    | mātēs     | bendē   | bendēs |

* Il vocativo singolare è generalmente uguale al nominativo per la maggior parte dei sostantivi a due sillabe, es. Ilze!. I sostantivi più lunghi lasciano cadere la -e finale, es. Ilzīt!. Al plurale il vocativo è uguale al nominativo, ad esempio mātes! "madri!".

#### Sesta declinazione
La sesta declinazione contiene un piccolo gruppo di sostantivi femminili che terminano in -s, es. pils "castello". C'è anche un piccolissimo gruppo di sostantivi femminili usati solo al plurale, es. brokastis "colazione", la città Cēsis, durvis "porta". Infine, c'è anche la parola maschile plurale ļaudis "gente" che fa parte di questo gruppo. La sesta declinazione ha l'alternanza, come la seconda, ma solo nel genitivo plurale.
|            | pils    | pils  |
| singolare  | plurale |       |
| ---------- | ------- | ----- |
| nominativo | pils    | pilis |
| genitivo   | pils    | piļu  |
| dativo     | pilij   | pilīm |
| accusativo | pili    | pilis |
| locativo   | pilī    | pilīs |

* Il vocativo è uguale al nominativo sia al singolare che al plurale.

#### Sostantivi riflessivi
I sostantivi formati da verbi riflessivi, cioè quelli che terminano in -šanās, es. tikšanās "incontro", non appartengono a nessuna delle sei declinazioni, formando un gruppo a sé stante in cui mancano alcuni casi.
|            | tikšanās | tikšanās |
| singular   | plural   |          |
| ---------- | -------- | -------- |
| nominativo | tikšanās | tikšanās |
| genitivo   | tikšanās | tikšanos |
| dativo     | /        | /        |
| accusativo | tikšanos | tikšanās |
| locativo   | /        | /        |
| vocativo   | /        | /        |

## Aggettivi
Gli aggettivi generalmente precedono i nomi cui si riferiscono e concordano con essi in caso, numero e genere. Gli aggettivi, inoltre, possiedono desinenze distinte per le forme definita e indefinita:
Viņa nopirka [vecu māju]. "Ha comprato [una vecchia casa]."
Viņa nopirka [veco māju]. "Ha comprato [la vecchia casa]."

## Verbi
Il lettone ha tre tempi semplici: presente, passato e futuro; e tre costruzioni perfette composte: presente perfetto, passato perfetto, futuro perfetto.
I verbi lettoni si conuigano secondo cinque modi:
- indicativo;
- imperativo;
- condizionale;
- congiuntivo (la letteratura lettone, tuttavia, non fa distinzione tra condizionale e congiuntivo. Anche volendo distinguerli, i due modi sono morfologicamente identici - terminando entrambi in -u);
- relativo: noto anche come citativo o inferenziale (alcuni autori distinguono la derivazione analitica dello iussivo come sottoclasse del citativo; altri, tuttavia, insistono che la semplice aggiunta di una congiunzione, lai, non è sufficiente a indicare questa costruzione grammaticale come modo verbale distinto);
- debitivo: usato per esprimere un obbligo.

Le relazioni tra tempi e modi verbali sono presentate nella tabella seguente:
|                   | Indicativo | Imperativo | Condizionale | Congiuntivo | Debitivo |
| Presente semplice | ✓          | ✓          | ✓            | ✓           | ✓        |
| Passato semplice  | ✓          | ✗          | ✗            | ✗           | ✓        |
| Futuro semplice   | ✓          | ✗          | ✗            | ✓           | ✓        |
| Presente perfetto | ✓          | ✗          | ✓            | ✓           | ✓        |
| Passato perfetto  | ✓          | ✗          | ✗            | ✗           | ✓        |
| Futuro perfetto   | ✓          | ✗          | ✗            | ✓           | ✓        |

I verbi lettoni hanno due diatesi, attiva e passiva. La diatesi passiva è analitica, poiché combina un verbo ausiliare (tikt "diventare", būt "essere", o più raramente, tapt "diventare") e la forma participia passiva passata del verbo. I verbi riflessivi sono contrassegnati morfologicamente dal suffisso -s .

### Classi di coniugazione
A differenza delle lingue romanze, in cui le classi di coniugazione sono assegnate in base a vocali tematiche (come -are, -ere e -ire che in italiano denotano rispettivamente la 1ª, 2ª e 3ª coniugazione), i verbi lettoni sono classificati in coniugazioni indipendentemente dal fatto che terminino in -āt, -ēt, -īt, -ot o -t . La classificazione dipende dal fatto che la radice del verbo abbia una vocale tematica e, in tal caso, se sia mantenuta al presente.
- La prima classe di coniugazione è caratterizzata da un'assenza della vocale tematica all'infinito, al presente e al passato. Inoltre i verbi di 1ª coniugazione sono sempre monosillabici e le loro radici subiscono spostamenti sonori. Sulla base di questi cambiamenti sonori, sono ulteriormente suddivisi in 5 sottocategorie. Il suono che cambia è evidenziato in grassetto nell'esempio sottostante.

- La seconda classe di coniugazione è caratterizzata dal mantenimento della vocale tematica all'infinito, al passato e al presente. Le prime persone singolari del presente e del passato coincidono.

- I verbi della terza classe di coniugazione mantengono la vocale tematica all'infinito e al passato, ma è assente nel presente e la radice assume l'intera serie di desinenze a differenza della 1ª e 2ª coniugazione dove le desinenze -i (2ª persona singolare) e -a (3ª persona singolare) del presente sono assenti o cedono il posto alla vocale tematica.

La 3ª coniugazione è divisa in 2 sottogruppi: il primo per i verbi aventi come vocale tematica ī e il secondo, che comprende tutte le altre vocali. L'unica differenza tra i due sottogruppi è che i verbi appartenenti al 2º sottogruppo non prendono la finale -a di tempo presente di 3ª persona. Ad es. dziedāt, es dziedu, tu dziedi ma viņš dzied a differenza di viņš las a .
Oltre alle tre coniugazioni, ci sono tre verbi caratterizzati da diverse radici per presente, passato e infinito. Questi verbi sono indicati come "irregolari" (nekārtni o neregulāri) e sono:
- būt (esmu, biju) - essere (io sono, ero)
- iet (eju, gāju) - andare (io vado, andavo)
- punto (dodu, devu) - per dare (io do, ho dato)

Il modello di coniugazione di un verbo può essere dedotto da tre forme di base: la forma dell'infinito, la radice del presente e la radice del passato. La tabella seguente mostra la corrispondenza tra radici, tempi e modi.
| radice   | modi e tempi derivati dalla radice                                                             |
| -------- | ---------------------------------------------------------------------------------------------- |
| presente | indicativo presente, congiuntivo presente, modo imperativo, modo debitivo, participio presente |
| passato  | imperfetto, participio passato attivo                                                          |
| infinito | infinito, indicativo futuro, modo condizionale, congiuntivo futuro, participio passato passivo |

### Participio
- Passato attivo
- Passato passivo
- Presente attivo in -dams
- Presente attivo in -ošs
- Presente attivo in -ot
- Presente passivo

### Relativo
Il relativo rappresenta l'equivalente del discorso indiretto in italiano (es. "Ha detto che andava allo zoo"). Indica che il parlante sta riferendo quanto detto da qualcun altro e quindi non si assume la responsabilità della veridicità dell'enunciato. Si usa anche in contesti in cui l'italiano userebbe espressioni come "si dice che..." o "pare che...". Per formare il presente relativo dei verbi non riflessivi, si prende la forma presente in 3ª persona, si toglie la desinenza -a e si aggiunge la desinenza -ot. Questa procedura è uguale per tutte le persone:
- ēd "mangia" → ēdot
- raksta "scrive"  → rakstot

Il relativo del verbo būt "essere" è irregolare (-esot), così come iet "andare" (-ejot). Per i verbi riflessivi, si elimina la desinenza di 3ª persona presente -as/as e si aggiunge -oties:
- sākas "inizia" → sākoties
- klausās "ascolta" → klausoties

Per il futuro relativo dei verbi non riflessivi, partendo dalla forma futura in 1ª persona singolare, la desinenza -u viene eliminata e sostituita con -ot:
- būšu "sarò" → būšot

Per i verbi riflessivi viene tolta la desinenza -os dalla 1ª persona singolare al futuro e sostituita con -oties:
- došos "partirò" → došoties

Per il passato relativo si usa il passato perfetto con l'ausiliare cambiato in esot:
Viņš esot bijis Īrijā. "Pare che sia stato in Irlanda."
Esiste anche una forma di futuro perfetto che utilizza l'ausiliare būšot, ma è piuttosto rara:
Viņš būšot apceļojis visu pasauli. "A quanto pare avrà viaggiato in tutto il mondo"
Il relativo viene utilizzato come indicato di seguito:
- Per discorsi indiretti:

„Es braukšu uz Franciju.” → Viņa teica, ka braukšot uz Franciju.
"Andrò in Francia". → Ha detto che andrà in Francia.
- - È anche possibile usare il discorso indiretto senza cambiare il verbo nel modo relativo:

„Es nopirku jaunas kurpes.” → Viņa teica, ka nopirka jaunas kurpes.
"Ho comprato (delle) scarpe nuove". → Ha detto di aver comprato (delle) scarpe nuove
- Riportare quanto detto o sentito. Questo utilizzo è molto frequente nei media, in modo che il giornalista non debba assumersi la responsabilità della veridicità di ciò che riporta.
- Per indicare dubbi o incertezze su ciò che viene riferito.
- Parlare di voci e pettegolezzi.
- Nelle narrazioni, in particolare nei racconti popolari, si usa la forma del passato prossimo, ma il verbo ausiliare esot viene spesso omesso, lasciando solo il participio passato.
- Nei comandi riportati con la congiunzione lai:

„Piezvani man!” → Viņš teica, lai es viņam piezvanot.
"Telefonami!" → Mi ha detto di telefonargli.

### Prefissi (preverbi)
Il lettone ha una vasta gamma di prefissi che possono essere usati per modificare nomi, aggettivi, avverbi e verbi sia in senso qualitativo (ad es. Paliels) sia in senso spaziale (eg, ieiet - "entrare"). Nell'ambito dei verbi, tuttavia, alcuni autori identificano il ruolo dei prefissi lettoni come preverbi, cioè, invece di trasmettere un significato qualitativo o spaziale, segnano un aspetto grammaticale. Analogamente alle lingue slave, i preverbi sono usati per indicare un aspetto perfettivo (completezza) nel passato semplice. Il passato semplice senza un preverbio perfettivo, di solito, può essere tradotto in inglese usando il past continuous, mentre la forma prefissata potrebbe essere tradotta usando il simple past o il past perfect.
- Viņš cēla māju - "Stava costruendo una casa."
- Viņš uz cēla māju - "Ha costruito una casa."
- Viņš strādāja savu maiņu - "Stava facendo il suo turno."
- Viņš no strādāja savu maiņu - "Ha fatto il suo turno."
- Viņš lasīja grāmatu - "Stava leggendo un libro."
- Viņš iz lasīja (to) grāmatu - "Ha letto il libro (fino in fondo)".

Alcuni identificano le forme prefissate con un aoristo, cioè un passato semplice con aspetto perfettivo, in opposizione all'uso del presente perfetto o del passato perfetto (verbo ausiliare + participio) per trasmettere un'azione conclusa. Tuttavia, i preverbi possono essere aggiunti anche ai participi nel presente perfetto e nel passato perfetto.
- Viņš ir lasījis (to) grāmatu - "Ha letto il libro (forse non l'ha finito)."
- Viņš ir iz lasījis (to) grāmatu - "Ha letto il libro (per intero)."

A differenza delle lingue slave, il lettone non deve ricorrere a preverbi per costruire il tempo futuro (per questa funzione esiste il tempo futuro vero e proprio); tuttavia, i preverbi possono essere aggiunti anche al tempo futuro forse per sottolineare il completamento atteso di un compito tra le altre cose.
- Viņš lasīs grāmatu - "Leggerà un libro"
- Viņš iz lasīs (to) grāmatu - "Leggerà il libro fino in fondo"

### Avverbi spaziali
Costruzioni Verbo senza prefisso + avverbio sono usati per indicare l'aspetto in lettone.

## Preposizioni
Il lettone ha preposizioni e un piccolo numero di posposizioni. Sebbene ogni preposizione richieda un caso particolare (genitivo, accusativo o dativo) se la seguente frase nominale è singolare, tutte le frasi nominali plurali appaiono nel caso dativo dopo una preposizione.